# Tầm gửi

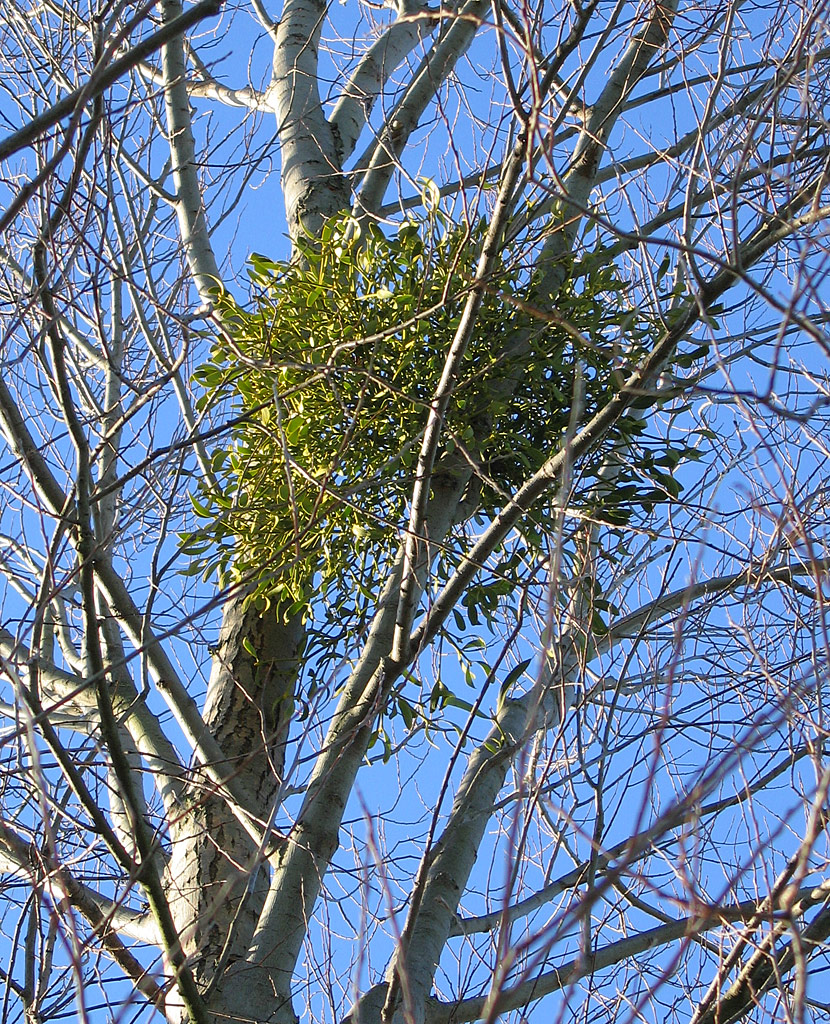
Ghi trắng hay "tầm gửi châu Âu" (Viscum album) trên cây dương lá rung (Populus tremula)

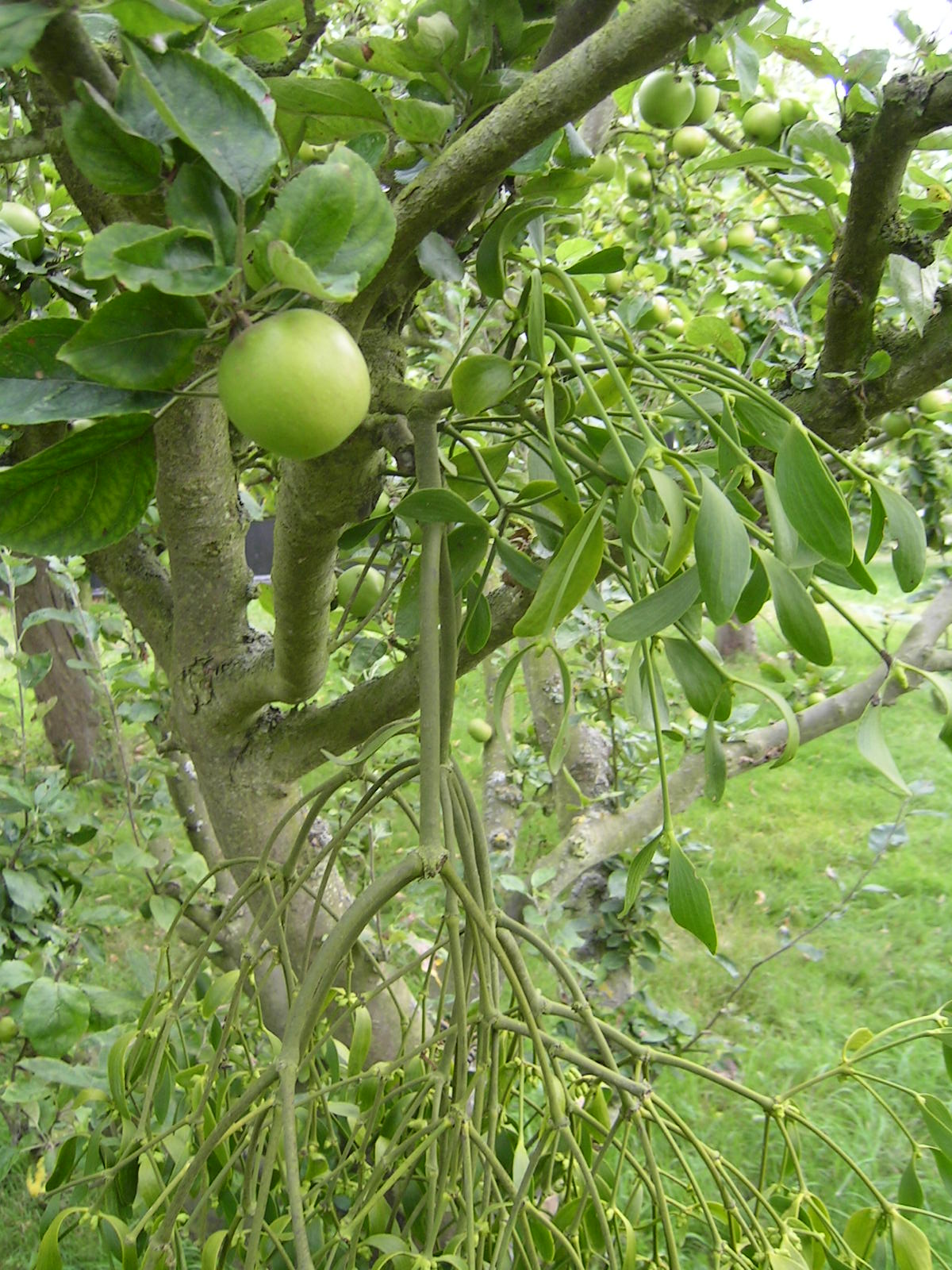
Tầm gửi bám trên cây táo

Tầm gửi là tên gọi chung cho một số loài thực vật ký sinh bắt buộc trong bộ Đàn hương (Santalales). Chúng sống nhờ trên cây chủ bằng cách dùng giác mút bám chặt vào thân, qua đó hút nước và các chất dinh dưỡng.
Viscum album thuộc họ Đàn hương (Santalaceae), bộ Đàn hương, là loài bản địa duy nhất ở quần đảo Anh và phần lớn khu vực châu Âu. Ở Bắc Mỹ, chi Viscum không phải bản địa nhưng loài này đã được du nhập tới vùng phía bắc California vào năm 1900. Ngoài ra, có loài tầm gửi phương đông bản địa của Bắc Mỹ là Phoradendron leucarpum, thuộc một chi riêng trong họ này.
Viscum cruciatum, một loài có họ hàng gần với loài kể trên, ra quả màu đỏ thay vì trắng và xuất hiện ở phía tây nam Tây Ban Nha, phía nam Bồ Đào Nha, cũng như mọc rải rác ở Maroc, các khu vực Bắc Phi và phía Nam châu Phi. Một số loài tầm gửi khác cũng đã được ghi nhận tại Úc.
Tầm gửi châu Âu có lá xanh, hình bầu dục, mép trơn, mọc thành từng cặp dọc thân gỗ. Cây ra quả mọng màu trắng, dạng sáp, kết chùm từ hai đến sáu quả. Tầm gửi phương đông ở Bắc Mỹ cũng tương tự nhưng lá ngắn và rộng hơn, chùm có 10 quả hoặc nhiều hơn. Qua nhiều thế kỷ, tên gọi đã được mở rộng để bao gồm nhiều loài thực vật khác có đặc điểm ký sinh tương tự trên toàn thế giới. Nhiều loài trong họ Misodendraceae ở Nam Mỹ và họ Loranthaceae chủ yếu ở khu vực nhiệt đới phía nam bán cầu cũng được gọi là tầm gửi.

## Độc tính
Hiện có 1500 loài tầm gửi với mức độ nguy hiểm khác nhau đối với con người, tầm gửi châu Âu (Viscum album) có độc tính cao hơn tầm gửi Mỹ (Phoradendron serotinum).
Độc tính thường không gây tử vong. Các chất phoratoxin (trong chi Phoradendron) và tyramin (trong chi Viscum) có thể gây mờ mắt, buồn nôn và tiêu chảy. Các triệu chứng nặng hơn từng được ghi nhận bao gồm co giật, tăng huyết áp hoặc ngừng tim. Độc tố tập trung chủ yếu ở lá và quả, trong khi đó trà làm từ cây này có thể coi là đặc biệt nguy hiểm. Người lớn chịu ít ảnh hưởng ngộ độc hơn trẻ em và động vật.
Một vài loài tầm gửi được xem là có tác dụng chữa bệnh viêm khớp, động kinh, vô sinh. Các vùng ở Nam Á sử dụng loài cây này làm thuốc ngoài da.

## Văn hoá

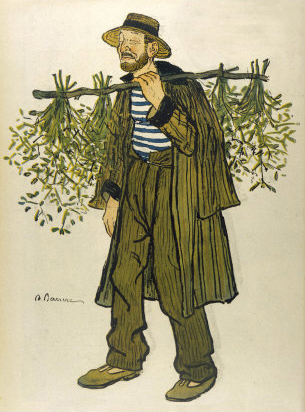
Người bán tầm gửi, tranh của Adrien Barrère

Tầm gửi xuất hiện trong văn hoá truyền thống ở một số nơi. Pagan giáo coi những chùm quả tầm gửi trắng là biểu tượng cho khả năng sinh sản của đàn ông, trong đó hạt tượng trưng cho tinh dịch. Người Celt cũng xem tầm gửi như là tinh dịch của thần sấm Taranis trong truyền thuyết, còn người Hy Lạp cổ đại coi loài cây này là "tinh trùng của cây sồi". Trong thần thoại Roma, anh hùng Aeneas đã dùng tầm gửi để đi xuống thế giới ngầm.
Người dân Đế quốc La Mã cho rằng tầm gửi thể hiện sự yên bình, tình yêu và thấu hiểu, họ thường treo những cành cây ở cửa ra vào để bảo vệ gia đình.
Trong suốt thời Trung Cổ, tầm gửi luôn là biểu tượng cho sự sinh sôi nảy nở, tới thế kỷ 18, nó bắt đầu xuất hiện trong đạo Thiên chúa ở các lễ hội trên toàn thế giới. Trang trí tầm gửi mùa Giáng sinh là hình ảnh quen thuộc trong văn hoá phương Tây, tương truyền cặp tình nhân hôn nhau dưới cây tầm gửi thì sẽ tránh được phù thuỷ và quỷ dữ.
Hôn nhau dưới cây tầm gửi cũng từng là một tục lệ phổ biến của những người hầu ở Anh cuối thế kỷ 18, sau đó nó tiếp tục được những đầy tớ thời Victoria duy trì. Họ cho rằng nếu người phụ nữ từ chối nụ hôn của người đàn ông thì những điều xui xẻo sẽ đến với cô gái đó. Ở một phiên bản khác, mỗi lần hôn thì hai người sẽ hái một quả tầm gửi, sau khi hái hết thì cũng ngừng hôn.
Ít nhất từ giữa thế kỷ 19, những nhà buôn cây thuốc vùng Caribe gốc Phi đã gọi tầm gửi là "bụi cây của chúa" (god-bush). Ở Nepal, cây này được dùng làm thuốc, đặc biệt là chữa gãy xương.
Hoa tầm gửi là biểu tượng của bang Oklahoma, Mỹ và hạt Herefordshire, Anh Quốc. Hàng năm, thị trấn Tenbury Wells ở Anh tổ chức lễ hội tầm gửi, trong đó có phong danh hiệu "Nữ hoàng tầm gửi".